# Syllepte venustalis
Syllepte venustalis là một loài bướm đêm trong họ Crambidae.